# Переклад Біблії Івана Хоменка
Святе Письмо Старого і Нового Завіту, Римська Біблія, Біблія перекладу Хоменка — український переклад Біблії, що наново перекладений з єврейської, арамейської і давньогрецької мов. Був здійснений українським греко-католицьким священиком Іваном Хоменком і вперше виданий у 1963 р. у видавництві Отців Василіян у Римі, Італія. Характерний легкістю мови, відсутністю посилань на паралельні місця і передмовою до кожної книги Біблії. Вміщує також т. зв. второканонічні книги (наприклад Макавей, Сирах). Поширюється римо-католицькою та греко-католицькою церквою. На сьогодні друкується також видавництвом Українського біблійного товариства і є у вільному продажу.

## Текст
Новий переклад здійснено за науково устійненими Масоретськими текстами шостого видання Р. Кіттеля. Книги грецького оригіналу перекладено за олександрійським текстом Сімдесятьох у виданні А. Ральфса. Переклад Нового Завіту виконано за критичним текстом А. Мерка, ТІ, у шостому виданні Папського Біблійного Інституту. Текст зіставлено з найновішими здобутками філології та текстуальної критики.

## Переклад
Перша редакція перекладу (до 1957 р. під патронатом ВПреосв. Кир Івана Бучка) — плід майже 12-річної праці о. Івана Хоменка, доброго знавця єврейської, грецької, латинської та новітніх мов: французької, англійської, німецької, італійської тощо, які були допоміжними у використанні багатої біблійної літератури. При перекладі консультували й інші знавці Біблії та української мови.

## Комісія

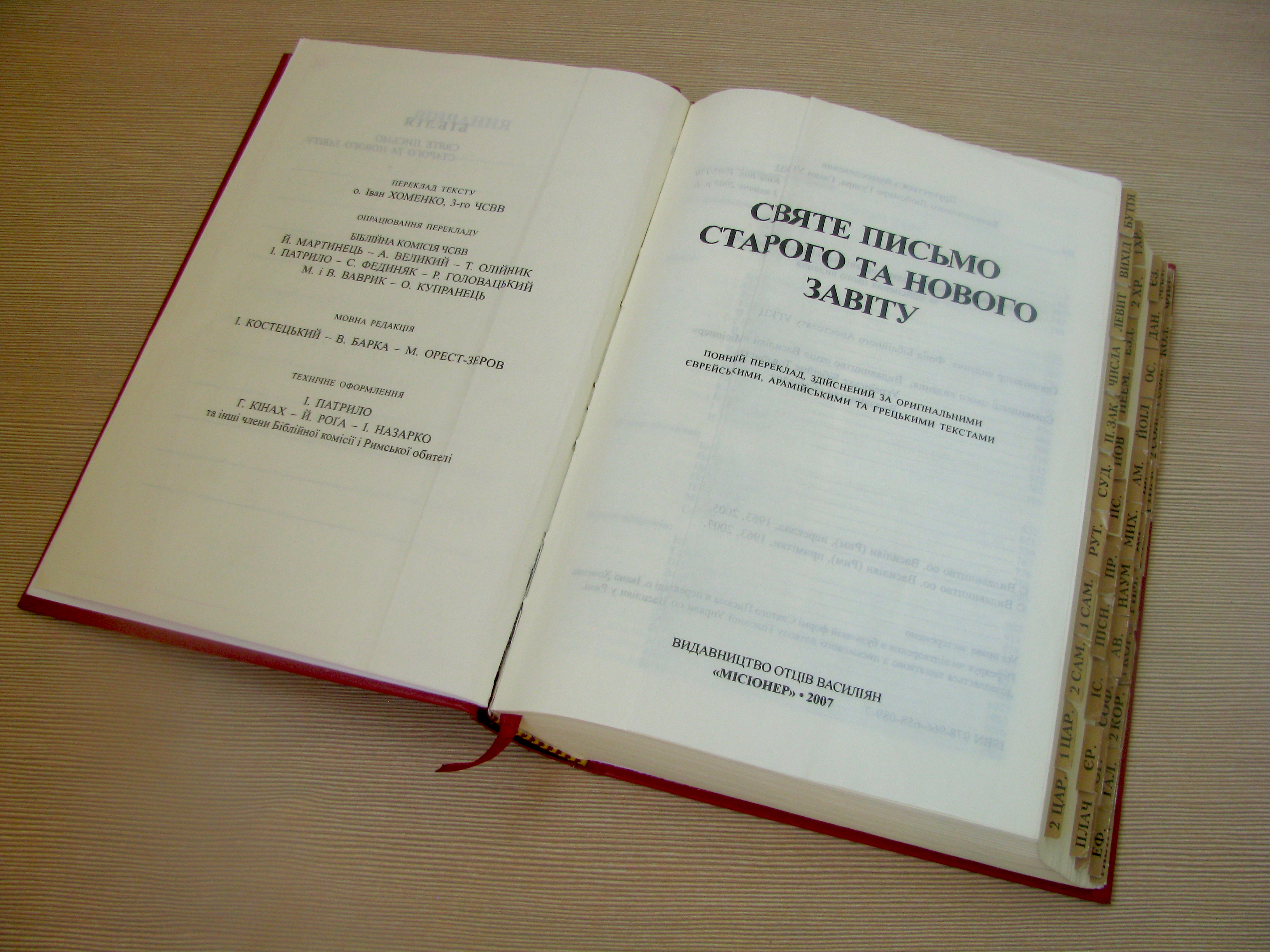
Святе Письмо. Переклад о. Івана Хоменка

Первотекст перекладу, належно переписаний і проконтрольований, було віддано на перевірку спеціальній комісії, складеній з ченців Василіянського чину. За окремими фахами, Комісія віддала багато часу та сил, щоб остаточно устійнити текст, прокоментувати його, речево й технічно оформити та типографічно виконати. Заголовки, підзаголовки, вступні статті до книг, примітки, різні показники повнотою лежали на обов'язках Комісії. Це все мало б полегшити орієнтацію у книзі і зробити її читання приступним і корисним.
Склад Біблійної комісії отців василіян: Йосиф Мартинець, Атанасій Великий, Тарас Олійник, Ісидор Патрило, Сергій Фединяк, Родіон Головацький, Михайло Ваврик, Василь Ваврик, Орест Купранець.

## Мовна редакція
По тому, як Комісія устійнила текст, на обов'язки мовного редактора лягло чіткіше розподілити синоніми, подекуди увиразнити межі ритмізованої та неритмізованої мови, звести все до прийнятих норм і уодностайнити правопис. За винятком Одкровення, літературне опрацювання якого належить проф. Василеві Барці, всю цю мовно-літературну працю проробив ред. Ігор Костецький. Багатство лексики у первотексті І. Хоменка дуже полегшувало його працю, і з чисто художнього боку редактор опрацював самостійно лише дві книги: Сираха та Євангелію Йоана. Багато прислужився мовній культурі видання постійною доброзичливою консультацією проф. Михайло Орест-Зеров.

## Правопис
У цьому перекладі прийнято нівеляційний характер літери «г» у всіх іменнях (крім римсько-латинських, де, згідно з академічним правописом 1929 р., оригінальне «ґ» віддано цією, пізніше вилученою з ужитку на рідних землях, літерою). «Ґ» збережено в суто українських або українізованих словах, де звук існує у вимові (ґандж, ґирлиґа, ґзимс тощо). Старослов. «фіта» (гр. «тета») передано як «т» (Рута, Естера), за винятком Вифлеєму, де «ф» стало в нас свійським. У написанні ймень як правило витримано тверде єврейське «л», проте зроблено виняток для звичних у нас Ізраїль, Єзавель, Кармель тощо. Деколи той самий оригінальний звук передається по-різному: Едом, але Єлеазар, Бетел, але Ваал, 1 т. д. — з тих самих мотивів звичності або незвичності ймення в нашій традиції. Назви народів пишуться малою літерою, крім тих випадків, коли йдеться про однину, і назва стає чимсь наче прізвисько: Аморій, Хеттит тощо. Де-не-де допущено рівнобіжні форми: ханаанії — ханааняни, аморії — аморійці і т. д. Прикметникові назви країн пишуться великою літерою (Єгипетська земля), але означення їхніх володарів дорівняно до ролі звичайних прикметників (єгипетський цар). Через наявність імен, закорінених у нашій вимові, що суперечать вимові оригінальній, не можна було ані транскрибувати їх оригінально, ані, навпаки, достосувати до українізованої вимови колосальну решту ймень, які в нас традиції не мають.

## Технічне оформлення
Римське видання намагається знайти золоту середину щодо величини між Біблією кишеньковою та настільною сімейною книгою. Цим середнім форматом, як здається, можна задовольнити вимоги і родинні, і індивідуальні. Величина книги диктувала і добір шрифту. Ілюстраційний матеріал подано у нашій Біблії переважно для естетичного оформлення, а не для прямого ілюстрування змісту.
Техніче оформлення здійснили василіяни: Ісидор Патрило, Гліб Кінах, Йосафат Роґа, Іриней Назарко та інші члени Біблійної комісії та римської обителі ЧСВВ.